# Rutgers University Press
Rutgers University Press è una casa editrice statunitense con sede a New Brunswick (New Jersey) e affiliata alla Rutgers University.
Fu fondata il 26 marzo 1936. Da allora la stampa crebbe in termini di dimensioni a portata del suo programma editoriale. Tra le aree di specializzazione originali c'erano la storia della guerra civile e la storia europea. Le attuali aree di specializzazione della stampa includono sociologia, antropologia, politica sanitaria, storia della medicina, diritti umani, studi urbani, studi ebraici, studi sugli Stati Uniti, studi su film e media, ambiente e libri sul New Jersey e sulla regione dell'Atlantico centrale .